# Grand Prix E3 2016
La 59e édition de Grand Prix E3 a eu lieu le 25 mars 2016. C'est la sixième épreuve de l'UCI World Tour 2016.
L'épreuve a été remportée en solitaire par le Polonais Michał Kwiatkowski (Sky) qui s'impose quatre secondes devant le Slovaque Peter Sagan (Tinkoff) et onze devant son coéquipier le Britannique Ian Stannard qui règle un groupe de dix coureurs pour la troisième place.

## Présentation
À partir de cette édition, Record Bank qui devient le principal sponsor de l'épreuve, donne son nom à la course. L'épreuve commence et se termine à Harelbeke, couvrant une distance de 206,4 km. Sa principale difficulté est la zone des monts située dans les Ardennes flamandes.

### Parcours
Le Grand Prix E3 commence dans le centre de Harelbeke et se déplace à l'Est à son point le plus oriental à Ninove après 85 km, avant de tourner à l'Ouest et de parcourir les monts des Ardennes flamandes, avec quinze ascensions classées. Les monts sont respectivement le Kattenberg (nl), La Houppe, le Kruisberg, la Côte de Trieu, l'Hotondberg (nl), le Kortekeer (nl), le Taaienberg, le Boigneberg (nl), l'Eikenberg, le Stationsberg (nl), le Kapelberg (nl), le Paterberg, le Vieux Quaremont, le Karnemelkbeekstraat et le Tiegemberg. Le Tiegemberg, la dernière montée de la journée, est situé à 20 km de l'arrivée. La distance totale est 206,4 km.
Quinze monts sont au programme de cette édition, dont certains recouverts de pavés :
| Mont | Nom                 | Km    | Revêtement     | Longueur (m) | Pente moyenne | Pente maxi | Km de l'arrivée |
| ---- | ------------------- | ----- | -------------- | ------------ | ------------- | ---------- | --------------- |
| 1    | Kattenberg (nl)     | 28,9  | asphalte       | 600          | 6,7 %         | 8 %        | 177,5           |
| 2    | La Houppe           | 92    | asphalte       | 3 440        | 3,32 %        | 10 %       | 114,4           |
| 3    | Kruisberg           | 107,8 | asphalte/pavés | 800          | 4,8 %         | 9 %        | 98,6            |
| 4    | Côte de Trieu       | 116,2 | asphalte       | 1 530        | 5 %           | 13,3 %     | 90,2            |
| 5    | Hotondberg (nl)     | 120,1 | asphalte       | 1 200        | 4 %           | 8 %        | 86,3            |
| 6    | Kortekeer (nl)      | 127,2 | asphalte       | 1 000        | 6,4 %         | 17 %       | 79,2            |
| 7    | Taaienberg          | 132,2 | pavés          | 650          | 9,5 %         | 18 %       | 74,2            |
| 8    | Boigneberg (nl)     | 138,4 | asphalte       | 2 180        | 5,8 %         | 15 ?       | 68              |
| 9    | Eikenberg           | 142,9 | pavés          | 1 200        | 5,5 %         | 11 %       | 63,5            |
| 10   | Stationsberg (nl)   | 148,2 | pavés          | 460          | 3,2 %         | 5,7 %      | 58,2            |
| 11   | Kapelberg (nl)      | 159,5 | asphalte       | 900          | 4 %           | 7 %        | 46,9            |
| 12   | Paterberg           | 164,4 | pavés          | 700          | 12 %          | 20 %       | 42              |
| 13   | Vieux Quaremont     | 168,6 | pavés          | 2 220        | 4,2 %         | 11 %       | 37,8            |
| 14   | Karnemelkbeekstraat | 175   | asphalte       | 1 530        | 4,9 %         | 7,3 %      | 31,4            |
| 15   | Tiegemberg          | 186,4 | asphalte       | 1 000        | 6,5 %         | 9 %        | 20              |

En plus des traditionnels monts, il y a cinq secteurs pavés :
| Secteur | Nom              | Km    | Longueur (m) | Km de l'arrivée |
| ------- | ---------------- | ----- | ------------ | --------------- |
| 1       | Beaucarnestraat  | 28,7  | 1 200        | 177,7           |
| 2       | Holleweg (nl)    | 30,7  | 1 500        | 175,7           |
| 3       | Paddestraat      | 42,2  | 2 300        | 164,2           |
| 4       | Mariaborrestraat | 149   | 2 000        | 57,4            |
| 5       | Varentstraat     | 182,6 | 1 500 ?      | 23,8            |

### Équipes
En tant qu'épreuve World Tour, les dix-huit WorldTeams participent à la course.
Vingt-cinq équipes participent à ce Grand Prix E3 - dix-huit WorldTeams et sept équipes continentales professionnelles :
| WorldTeams (18)- AG2R La Mondiale - Astana - BMC Racing Team - Cannondale - Dimension Data - Etixx-Quick Step - FDJ - Giant-Alpecin - IAM Cycling - Katusha - Lampre-Merida - Lotto NL-Jumbo - Lotto-Soudal - Movistar Team - Orica-GreenEDGE - Sky - Tinkoff - Trek-Segafredo Équipes continentales professionnelles (7)- Bora-Argon 18 - Direct Énergie - Fortuneo-Vital Concept - Roompot-Oranje Peloton - Southeast-Venezuela - Topsport Vlaanderen-Baloise - Wanty-Groupe Gobert |
| |

## Classements

### Classement final
| Classement final | Classement final   | Classement final | Classement final | Classement final   |
|                  | Coureur            | Pays             | Équipe           | Temps              |
| ---------------- | ------------------ | ---------------- | ---------------- | ------------------ |
| 1er              | Michał Kwiatkowski | Pologne          | Sky              | en 4 h 49 min 34 s |
| 2e               | Peter Sagan        | Slovaquie        | Tinkoff          | + 4 s              |
| 3e               | Ian Stannard       | Royaume-Uni      | Sky              | + 11 s             |
| 4e               | Fabian Cancellara  | Suisse           | Trek-Segafredo   | + 11 s             |
| 5e               | Jasper Stuyven     | Belgique         | Trek-Segafredo   | + 11 s             |
| 6e               | Lars Boom          | Pays-Bas         | Astana           | + 11 s             |
| 7e               | Tiesj Benoot       | Belgique         | Lotto-Soudal     | + 11 s             |
| 8e               | Sep Vanmarcke      | Belgique         | Lotto NL-Jumbo   | + 11 s             |
| 9e               | Jempy Drucker      | Luxembourg       | BMC Racing       | + 11 s             |
| 10e              | Daniel Oss         | Italie           | BMC Racing       | + 11 s             |
| modifier         |                    |                  |                  |                    |

### UCI World Tour
Ce Grand Prix E3 attribue des points pour l'UCI World Tour 2016, par équipes uniquement aux équipes ayant un label WorldTeam, individuellement uniquement aux coureurs des équipes ayant un label WorldTeam.
| Position           | 1er | 2e | 3e | 4e | 5e | 6e | 7e | 8e | 9e | 10e |
| Classement général | 80  | 60 | 50 | 40 | 30 | 22 | 14 | 10 | 6  | 2   |

Ainsi Michał Kwiatkowski (1er) remporte 80 points, Peter Sagan (2e) 60 pts, Ian Stannard (3e) 50 pts, Fabian Cancellara (4e) 40 pts, Jasper Stuyven (5e) 30 pts, Lars Boom (6e) 22 pts, Tiesj Benoot (7e) 14 pts, Sep Vanmarcke (8e) 10 pts, Jempy Drucker (9e) 6 pts et Daniel Oss (10e) 2 pts.

#### Classement individuel
Ci-dessous, le classement individuel de l'UCI World Tour à l'issue de la course.
| Rang | Coureur            | Équipe          | Points |
| ---- | ------------------ | --------------- | ------ |
| 1    | Richie Porte       | BMC Racing      | 159    |
| 2    | Greg Van Avermaet  | BMC Racing      | 156    |
| 3    | Peter Sagan        | Tinkoff         | 149    |
| 4    | Sergio Henao       | Sky             | 115    |
| 5    | Simon Gerrans      | Orica-GreenEDGE | 112    |
| 6    | Arnaud Démare      | FDJ             | 107    |
| 7    | Geraint Thomas     | Sky             | 104    |
| 8    | Michał Kwiatkowski | Sky             | 102    |
| 9    | Ben Swift          | Sky             | 88     |
| 10   | Alberto Contador   | Tinkoff         | 86     |

#### Classement par pays
Ci-dessous, le classement par pays de l'UCI World Tour à l'issue de la course ainsi que le classement actualisé à la suite de l'annulation des résultats du Britannique Simon Yates (Orica-GreenEDGE) sur Paris-Nice.
| Rang | Pays        | Points |
| ---- | ----------- | ------ |
| 1    | Australie   | 386    |
| 2    | Belgique    | 281    |
| 3    | Royaume-Uni | 279    |
| 4    | Espagne     | 199    |
| 5    | France      | 192    |
| 6    | Slovaquie   | 149    |
| 7    | Colombie    | 121    |
| 8    | Suisse      | 118    |
| 9    | Pologne     | 103    |
| 10   | Italie      | 83     |

| Rang | Pays        | Points |
| ---- | ----------- | ------ |
| 1    | Australie   | 386    |
| 2    | Belgique    | 281    |
| 3    | Royaume-Uni | 250    |
| 4    | Espagne     | 199    |
| 5    | France      | 192    |
| 6    | Slovaquie   | 149    |
| 7    | Colombie    | 121    |
| 8    | Suisse      | 118    |
| 9    | Pologne     | 103    |
| 10   | Italie      | 83     |

#### Classement par équipes
Ci-dessous, le classement par équipes de l'UCI World Tour à l'issue de la course ainsi que le classement actualisé à la suite de l'annulation des résultats du Britannique Simon Yates (Orica-GreenEDGE) sur Paris-Nice.
| Rang | Équipe           | Points |
| ---- | ---------------- | ------ |
| 1    | Sky              | 459    |
| 2    | BMC Racing       | 329    |
| 3    | Tinkoff          | 309    |
| 4    | FDJ              | 232    |
| 5    | Orica-GreenEDGE  | 176    |
| 6    | Lotto-Soudal     | 132    |
| 7    | Etixx-Quick Step | 119    |
| 8    | Katusha          | 113    |
| 9    | Movistar         | 94     |
| 10   | Trek-Segafredo   | 94     |

| Rang | Équipe           | Points |
| ---- | ---------------- | ------ |
| 1    | Sky              | 459    |
| 2    | BMC Racing       | 329    |
| 3    | Tinkoff          | 309    |
| 4    | FDJ              | 232    |
| 5    | Orica-GreenEDGE  | 145    |
| 6    | Lotto-Soudal     | 132    |
| 7    | Etixx-Quick Step | 119    |
| 8    | Katusha          | 113    |
| 9    | Movistar         | 94     |
| 10   | Trek-Segafredo   | 94     |

## Liste des participants
- Liste de départ complète

| Légende | Légende                                                                    | Légende | Légende                                                    |
| ------- | -------------------------------------------------------------------------- | ------- | ---------------------------------------------------------- |
| Num     | Dossard de départ porté par le coureur sur ce Grand Prix E3                | Pos     | Position à l'arrivée de la course                          |
|         | Indique un maillot de champion national ou mondial, suivi de sa spécialité | NP      | Indique un coureur qui n'a pas pris le départ de la course |
| AB      | Indique un coureur qui n'a pas terminé la course                           | HD      | Indique un coureur qui a terminé la course hors des délais |

| Tinkoff TNK                         | Tinkoff TNK               | Tinkoff TNK |
| ----------------------------------- | ------------------------- | ----------- |
| Num                                 | Coureur                   | Pos         |
| 1                                   | Peter Sagan (SVK) (Route) | 2e          |
| 2                                   | Juraj Sagan (SVK)         | 71e         |
| 3                                   | Jay McCarthy (AUS)        | 63e         |
| 4                                   | Maciej Bodnar (POL)       | 77e         |
| 5                                   | Oscar Gatto (ITA)         | 41e         |
| 6                                   | Michael Gogl (AUT)        | 64e         |
| 7                                   | Adam Blythe (GBR)         | 78e         |
| 8                                   | Nikolay Trusov (RUS)      | AB          |
| Directeur sportif : Tristan Hoffman |                           |             |

| Etixx-Quick Step EQS                 | Etixx-Quick Step EQS        | Etixx-Quick Step EQS |
| ------------------------------------ | --------------------------- | -------------------- |
| Num                                  | Coureur                     | Pos                  |
| 11                                   | Tom Boonen (BEL)            | 14e                  |
| 12                                   | Iljo Keisse (BEL)           | 103e                 |
| 13                                   | Tony Martin (GER)           | AB                   |
| 14                                   | Zdeněk Štybar (CZE)         | 15e                  |
| 15                                   | Niki Terpstra (NED) (Route) | 13e                  |
| 16                                   | Matteo Trentin (ITA)        | 12e                  |
| 17                                   | Stijn Vandenbergh (BEL)     | 24e                  |
| 18                                   | Łukasz Wiśniowski (POL)     | 31e                  |
| Directeur sportif : Wilfried Peeters |                             |                      |

| Lotto-Soudal LTS                  | Lotto-Soudal LTS       | Lotto-Soudal LTS |
| --------------------------------- | ---------------------- | ---------------- |
| Num                               | Coureur                | Pos              |
| 21                                | Jürgen Roelandts (BEL) | AB               |
| 22                                | Sean De Bie (BEL)      | AB               |
| 23                                | Jasper De Buyst (BEL)  | 99e              |
| 24                                | Frederik Frison (BEL)  | AB               |
| 25                                | Pim Ligthart (NED)     | 54e              |
| 26                                | Tiesj Benoot (BEL)     | 7e               |
| 27                                | Marcel Sieberg (GER)   | 49e              |
| 28                                | Jelle Wallays (BEL)    | 42e              |
| Directeur sportif : Herman Frison |                        |                  |

| AG2R La Mondiale ALM              | AG2R La Mondiale ALM     | AG2R La Mondiale ALM |
| --------------------------------- | ------------------------ | -------------------- |
| Num                               | Coureur                  | Pos                  |
| 31                                | Gediminas Bagdonas (LTU) | AB                   |
| 32                                | Nico Denz (GER)          | AB                   |
| 33                                | Damien Gaudin (FRA)      | 26e                  |
| 34                                | Alexis Gougeard (FRA)    | AB                   |
| 35                                | Hugo Houle (CAN)         | AB                   |
| 36                                | Quentin Jauregui (FRA)   | AB                   |
| 37                                | Maxime Daniel (FRA)      | AB                   |
| 38                                | Sébastien Turgot (FRA)   | 60e                  |
| Directeur sportif : Julien Jurdie |                          |                      |

| Astana AST                         | Astana AST              | Astana AST |
| ---------------------------------- | ----------------------- | ---------- |
| Num                                | Coureur                 | Pos        |
| 41                                 | Laurens De Vreese (BEL) | 27e        |
| 42                                 | Lars Boom (NED)         | 6e         |
| 43                                 | Andriy Grivko (UKR)     | 38e        |
| 44                                 | Dmitriy Gruzdev (KAZ)   | 67e        |
| 45                                 | Alexey Lutsenko (KAZ)   | 104e       |
| 46                                 | Gatis Smukulis (LAT)    | AB         |
| 47                                 | Arman Kamyshev (KAZ)    | AB         |
| 48                                 | Lieuwe Westra (NED)     | 70e        |
| Directeur sportif : Stefano Zanini |                         |            |

| BMC Racing BMC                    | BMC Racing BMC          | BMC Racing BMC |
| --------------------------------- | ----------------------- | -------------- |
| Num                               | Coureur                 | Pos            |
| 51                                | Greg Van Avermaet (BEL) | NP             |
| 52                                | Marcus Burghardt (GER)  | 21e            |
| 53                                | Jempy Drucker (LUX)     | 9e             |
| 54                                | Floris Gerts (NED)      | 65e            |
| 55                                | Daniel Oss (ITA)        | 10e            |
| 56                                | Manuel Quinziato (ITA)  | AB             |
| 57                                | Michael Schär (SUI)     | 28e            |
| 58                                | Stefan Küng (SUI)       | 32e            |
| Directeur sportif : Fabio Baldato |                         |                |

| Cannondale CPT                    | Cannondale CPT             | Cannondale CPT |
| --------------------------------- | -------------------------- | -------------- |
| Num                               | Coureur                    | Pos            |
| 61                                | Kristjan Koren (SLO)       | 80e            |
| 62                                | Alberto Bettiol (ITA)      | AB             |
| 63                                | Alan Marangoni (ITA)       | AB             |
| 64                                | Wouter Wippert (NED)       | AB             |
| 65                                | Sebastian Langeveld (NED)  | AB             |
| 66                                | Kristoffer Skjerping (NOR) | AB             |
| 67                                | Dylan van Baarle (NED)     | 19e            |
| 68                                | Ryan Mullen (IRL)          | AB             |
| Directeur sportif : Andreas Klier |                            |                |

| FDJ                                  | FDJ                       | FDJ  |
| ------------------------------------ | ------------------------- | ---- |
| Num                                  | Coureur                   | Pos  |
| 71                                   | Mickaël Delage (FRA)      | 61e  |
| 72                                   | Arnaud Démare (FRA)       | 102e |
| 73                                   | Murilo Fischer (BRA)      | AB   |
| 74                                   | Olivier Le Gac (FRA)      | AB   |
| 75                                   | Ignatas Konovalovas (LTU) | 101e |
| 76                                   | Matthieu Ladagnous (FRA)  | 82e  |
| 77                                   | Johan Le Bon (FRA)        | AB   |
| 78                                   | Marc Sarreau (FRA)        | AB   |
| Directeur sportif : Frédéric Guesdon |                           |      |

| IAM                                  | IAM                               | IAM  |
| ------------------------------------ | --------------------------------- | ---- |
| Num                                  | Coureur                           | Pos  |
| 81                                   | Dries Devenyns (BEL)              | 11e  |
| 82                                   | Leigh Howard (AUS)                | AB   |
| 83                                   | Heinrich Haussler (AUS)           | 16e  |
| 84                                   | Reto Hollenstein (SUI)            | 75e  |
| 85                                   | Vegard Stake Laengen (NOR)        | 91e  |
| 86                                   | Sondre Holst Enger (NOR)          | AB   |
| 87                                   | Vicente Reynés (ESP)              | AB   |
| 88                                   | Aleksejs Saramotins (LAT) (Route) | 100e |
| Directeur sportif : Thierry Marichal |                                   |      |

| Lampre-Merida LAM                | Lampre-Merida LAM           | Lampre-Merida LAM |
| -------------------------------- | --------------------------- | ----------------- |
| Num                              | Coureur                     | Pos               |
| 91                               | Mattia Cattaneo (ITA)       | AB                |
| 92                               | Xu Gang (CHN)               | AB                |
| 93                               | Chun Kai Feng (TPE) (Route) | AB                |
| 94                               | Roberto Ferrari (ITA)       | AB                |
| 95                               | Marko Kump (SLO)            | 57e               |
| 96                               | Sacha Modolo (ITA)          | AB                |
| 97                               | Luka Pibernik (SLO) (Route) | AB                |
| 98                               | Federico Zurlo (ITA)        | AB                |
| Directeur sportif : Mario Scirea |                             |                   |

| Movistar MOV                                   | Movistar MOV            | Movistar MOV |
| ---------------------------------------------- | ----------------------- | ------------ |
| Num                                            | Coureur                 | Pos          |
| 101                                            | Jorge Arcas (ESP)       | AB           |
| 102                                            | Carlos Betancur (COL)   | AB           |
| 103                                            | Nélson Oliveira (POR)   | 45e          |
| 104                                            | Antonio Pedrero (ESP)   | AB           |
| 105                                            | Juan José Lobato (ESP)  | 51e          |
| 106                                            | Jasha Sütterlin (GER)   | AB           |
| 107                                            | Andrey Amador (CRC)     | 36e          |
| 108                                            | Francisco Ventoso (ESP) | 18e          |
| Directeur sportif : José Vicente García Acosta |                         |              |

| Orica-GreenEDGE OGE                 | Orica-GreenEDGE OGE       | Orica-GreenEDGE OGE |
| ----------------------------------- | ------------------------- | ------------------- |
| Num                                 | Coureur                   | Pos                 |
| 111                                 | Jens Keukeleire (BEL)     | 29e                 |
| 112                                 | Sam Bewley (NZL)          | AB                  |
| 113                                 | Mitchell Docker (AUS)     | AB                  |
| 114                                 | Luke Durbridge (AUS)      | 37e                 |
| 115                                 |                           |                     |
| 116                                 | Luka Mezgec (SLO)         | AB                  |
| 117                                 | Magnus Cort Nielsen (DEN) | AB                  |
| 118                                 | Svein Tuft (CAN)          | AB                  |
| Directeur sportif : Laurenzo Lapage |                           |                     |

| Dimension Data DDD                          | Dimension Data DDD                | Dimension Data DDD |
| ------------------------------------------- | --------------------------------- | ------------------ |
| Num                                         | Coureur                           | Pos                |
| 121                                         | Mekseb Debesay (ERI)              | AB                 |
| 122                                         | Matthew Brammeier (IRL)           | AB                 |
| 123                                         | Nicolas Dougall (RSA)             | AB                 |
| 124                                         | Tyler Farrar (USA)                | 83e                |
| 125                                         | Reinardt Janse van Rensburg (RSA) | 94e                |
| 126                                         |                                   |                    |
| 127                                         | Mark Renshaw (AUS)                | AB                 |
| 128                                         | Jay Robert Thomson (RSA)          | 105e               |
| Directeur sportif : Jean-Pierre Heynderickx |                                   |                    |

| Giant-Alpecin TGA             | Giant-Alpecin TGA          | Giant-Alpecin TGA |
| ----------------------------- | -------------------------- | ----------------- |
| Num                           | Coureur                    | Pos               |
| 131                           | Bert De Backer (BEL)       | 73e               |
| 132                           | Zico Waeytens (BEL)        | 95e               |
| 133                           | Søren Kragh Andersen (DEN) | 93e               |
| 134                           | Koen de Kort (NED)         | 68e               |
| 135                           | Ramon Sinkeldam (NED)      | 81e               |
| 136                           | Tom Stamsnijder (NED)      | 98e               |
| 137                           | Albert Timmer (NED)        | AB                |
| 138                           | Roy Curvers (NED)          | AB                |
| Directeur sportif : Marc Reef |                            |                   |

| Katusha KAT                         | Katusha KAT                  | Katusha KAT |
| ----------------------------------- | ---------------------------- | ----------- |
| Num                                 | Coureur                      | Pos         |
| 141                                 | Alexander Kristoff (NOR)     | 53e         |
| 142                                 | Alexander Porsev (RUS)       | 96e         |
| 143                                 | Vladimir Isaychev (RUS)      | AB          |
| 144                                 | Sergueï Lagoutine (RUS)      | AB          |
| 145                                 | Sven Erik Bystrøm (NOR)      | 92e         |
| 146                                 | Viatcheslav Kouznetsov (RUS) | AB          |
| 147                                 | Michael Mørkøv (DEN)         | 52e         |
| 148                                 | Nils Politt (GER)            | 48e         |
| Directeur sportif : Torsten Schmidt |                              |             |

| Lotto NL-Jumbo TLJ                 | Lotto NL-Jumbo TLJ       | Lotto NL-Jumbo TLJ |
| ---------------------------------- | ------------------------ | ------------------ |
| Num                                | Coureur                  | Pos                |
| 151                                | Sep Vanmarcke (BEL)      | 8e                 |
| 152                                | Maarten Wynants (BEL)    | 56e                |
| 153                                | Bram Tankink (NED)       | 30e                |
| 154                                | Maarten Tjallingii (NED) | 62e                |
| 155                                | Twan Castelijns (NED)    | AB                 |
| 156                                | Jos van Emden (NED)      | 55e                |
| 157                                | Timo Roosen (NED)        | 22e                |
| 158                                | Tom Leezer (NED)         | 97e                |
| Directeur sportif : Nico Verhoeven |                          |                    |

| Sky SKY                            | Sky SKY                  | Sky SKY |
| ---------------------------------- | ------------------------ | ------- |
| Num                                | Coureur                  | Pos     |
| 161                                | Ian Stannard (GBR)       | 3e      |
| 162                                | Michał Gołaś (POL)       | 34e     |
| 163                                | Christian Knees (GER)    | AB      |
| 164                                | Salvatore Puccio (ITA)   | 39e     |
| 165                                | Luke Rowe (GBR)          | 23e     |
| 166                                | Andrew Fenn (GBR)        | AB      |
| 167                                | Michał Kwiatkowski (POL) | 1er     |
| 168                                | Elia Viviani (ITA)       | AB      |
| Directeur sportif : Servais Knaven |                          |         |

| Trek-Segafredo TFS             | Trek-Segafredo TFS      | Trek-Segafredo TFS |
| ------------------------------ | ----------------------- | ------------------ |
| Num                            | Coureur                 | Pos                |
| 171                            | Fabian Cancellara (SUI) | 4e                 |
| 172                            | Stijn Devolder (BEL)    | 50e                |
| 173                            | Boy van Poppel (NED)    | 58e                |
| 174                            | Jasper Stuyven (BEL)    | 5e                 |
| 175                            | Yaroslav Popovych (UKR) | AB                 |
| 176                            | Grégory Rast (SUI)      | 106e               |
| 177                            | Markel Irizar (ESP)     | AB                 |
| 178                            | Marco Coledan (ITA)     | AB                 |
| Directeur sportif : Dirk Demol |                         |                    |

| Topsport Vlaanderen-Baloise TSV       | Topsport Vlaanderen-Baloise TSV | Topsport Vlaanderen-Baloise TSV |
| ------------------------------------- | ------------------------------- | ------------------------------- |
| Num                                   | Coureur                         | Pos                             |
| 181                                   | Preben Van Hecke (BEL) (Route)  | AB                              |
| 182                                   | Moreno De Pauw (BEL)            | AB                              |
| 183                                   | Maxime Farazijn (BEL)           | 85e                             |
| 184                                   | Sander Helven (BEL)             | 87e                             |
| 185                                   | Stijn Steels (BEL)              | 86e                             |
| 186                                   | Tim Declercq (BEL)              | 43e                             |
| 187                                   | Jef Van Meirhaeghe (BEL)        | AB                              |
| 188                                   | Pieter Vanspeybrouck (BEL)      | AB                              |
| Directeur sportif : Walter Planckaert |                                 |                                 |

| Wanty-Groupe Gobert WGG                      | Wanty-Groupe Gobert WGG | Wanty-Groupe Gobert WGG |
| -------------------------------------------- | ----------------------- | ----------------------- |
| Num                                          | Coureur                 | Pos                     |
| 191                                          | Frederik Backaert (BEL) | AB                      |
| 192                                          | Dimitri Claeys (BEL)    | AB                      |
| 193                                          | Robin Stenuit (BEL)     | AB                      |
| 194                                          | Kévin Van Melsen (BEL)  | 44e                     |
| 195                                          | Antoine Demoitié (BEL)  | 69e                     |
| 196                                          | Simone Antonini (ITA)   | 47e                     |
| 197                                          | Marco Marcato (ITA)     | 17e                     |
| 198                                          | Mark McNally (GBR)      | AB                      |
| Directeur sportif : Hilaire Van der Schueren |                         |                         |

| Bora-Argon 18 BOA                    | Bora-Argon 18 BOA         | Bora-Argon 18 BOA |
| ------------------------------------ | ------------------------- | ----------------- |
| Num                                  | Coureur                   | Pos               |
| 201                                  | Shane Archbold (NZL)      | AB                |
| 202                                  | Lukas Pöstlberger (AUT)   | AB                |
| 203                                  | Zakkari Dempster (AUS)    | AB                |
| 204                                  | Ralf Matzka (GER)         | 20e               |
| 205                                  | Michael Schwarzmann (GER) | AB                |
| 206                                  | Andreas Schillinger (GER) | 84e               |
| 207                                  | Rüdiger Selig (GER)       | 74e               |
| 208                                  | Scott Thwaites (GBR)      | 35e               |
| Directeur sportif : Steffen Radochla |                           |                   |

| Direct Énergie DEN                    | Direct Énergie DEN     | Direct Énergie DEN |
| ------------------------------------- | ---------------------- | ------------------ |
| Num                                   | Coureur                | Pos                |
| 211                                   | Romain Cardis (FRA)    | 90e                |
| 212                                   | Ryan Anderson (CAN)    | 76e                |
| 213                                   | Antoine Duchesne (CAN) | 25e                |
| 214                                   | Yohann Gène (FRA)      | AB                 |
| 215                                   | Bryan Coquard (FRA)    | 33e                |
| 216                                   | Tony Hurel (FRA)       | AB                 |
| 217                                   | Alexandre Pichot (FRA) | AB                 |
| 218                                   | Angélo Tulik (FRA)     | AB                 |
| Directeur sportif : Dominique Arnould |                        |                    |

| Fortuneo-Vital Concept FVC            | Fortuneo-Vital Concept FVC | Fortuneo-Vital Concept FVC |
| ------------------------------------- | -------------------------- | -------------------------- |
| Num                                   | Coureur                    | Pos                        |
| 221                                   | Boris Vallée (BEL)         | AB                         |
| 222                                   | Vegard Breen (NOR)         | 46e                        |
| 223                                   | Yauheni Hutarovich (BLR)   | AB                         |
| 224                                   | Benoît Jarrier (FRA)       | 88e                        |
| 225                                   | Daniel McLay (GBR)         | AB                         |
| 226                                   | Arnaud Gérard (FRA)        | 72e                        |
| 227                                   | Franck Bonnamour (FRA)     | AB                         |
| 228                                   | Florian Vachon (FRA)       | 89e                        |
| Directeur sportif : Sébastien Hinault |                            |                            |

| Roompot-Oranje Peloton ROP            | Roompot-Oranje Peloton ROP | Roompot-Oranje Peloton ROP |
| ------------------------------------- | -------------------------- | -------------------------- |
| Num                                   | Coureur                    | Pos                        |
| 231                                   | Jesper Asselman (NED)      | AB                         |
| 232                                   | Brian van Goethem (NED)    | AB                         |
| 233                                   | Kai Reus (NED)             | AB                         |
| 234                                   | Tim Kerkhof (NED)          | AB                         |
| 235                                   | Michel Kreder (NED)        | 59e                        |
| 236                                   | Wesley Kreder (NED)        | 66e                        |
| 237                                   | Ivar Slik (NED)            | AB                         |
| 238                                   | Sjoerd van Ginneken (NED)  | 79e                        |
| Directeur sportif : Michel Cornelisse |                            |                            |

| Southeast-Venezuela STH           | Southeast-Venezuela STH | Southeast-Venezuela STH |
| --------------------------------- | ----------------------- | ----------------------- |
| Num                               | Coureur                 | Pos                     |
| 241                               | Filippo Pozzato (ITA)   | 40e                     |
| 242                               | Andrea Dal Col (ITA)    | AB                      |
| 243                               | Matteo Draperi (ITA)    | AB                      |
| 244                               | Giuseppe Fonzi (ITA)    | AB                      |
| 245                               | Liam Bertazzo (ITA)     | AB                      |
| 246                               | Mirko Tedeschi (ITA)    | AB                      |
| 247                               | Mirko Trosino (ITA)     | AB                      |
| 248                               | Eugert Zhupa (ALB)      | AB                      |
| Directeur sportif : Serge Parsani |                         |                         |